# Шолта (општина)
Шолта је општина у Сплитско-далматинској жупанији, на острву Шолти, Република Хрватска.

## Историја
До територијалне реорганизације у Хрватској налазила се у саставу старе општине Сплит. Седиште општине је у насељу Грохоте.

## Становништво
На попису становништва 2011. године, општина Шолта је имала 1.700 становника, од чега у Грохотама 449.
| Број становника по пописима | Број становника по пописима | Број становника по пописима | Број становника по пописима | Број становника по пописима | Број становника по пописима | Број становника по пописима | Број становника по пописима | Број становника по пописима | Број становника по пописима | Број становника по пописима | Број становника по пописима | Број становника по пописима | Број становника по пописима | Број становника по пописима | Број становника по пописима |
| --------------------------- | --------------------------- | --------------------------- | --------------------------- | --------------------------- | --------------------------- | --------------------------- | --------------------------- | --------------------------- | --------------------------- | --------------------------- | --------------------------- | --------------------------- | --------------------------- | --------------------------- | --------------------------- |
| 1857                        | 1869                        | 1880                        | 1890                        | 1900                        | 1910                        | 1921                        | 1931                        | 1948                        | 1953                        | 1961                        | 1971                        | 1981                        | 1991                        | 2001                        | 2011                        |
| 1.970                       | 2.328                       | 2.556                       | 3.171                       | 3.687                       | 3.516                       | 3.528                       | 3.477                       | 3.060                       | 3.031                       | 2.735                       | 2.098                       | 1.470                       | 1.448                       | 1.479                       | 1.700                       |

Напомена: Настала из старе општине Сплит.